# اللعب مع العيال (فلم)
اللعب مع العيال هو فيلم كوميدي مصري بدأ عرضه في 12 يونيو 2024، ضمن موسم عيد الأضحى 1445 هـ (وافق العيد يوم 16 يونيو).
ألف الفيلم وأخرجه المخرج شريف عرفة، واسم الفيلم مستوحىً من فيلم اللعب مع الكبار، الذي أخرجه شريف عرفة نفسه عام 1991 من بطولة عادل إمام (والد نجم الفيلم محمد إمام)، ولا يشترك هذا الفيلم مع الفيلم القديم سوى في اسم المخرج، واسم الملحن مودي الإمام الذي وضع الموسيقى التصويرية للفيلمين.

## ملخص القصة
. تدور الأحداث حول مدرس التاريخ  علام ( محمد إمام)، يُنقل بشكل مفاجئ إلى مدرسة في منطقة صحراوية نائية. هناك، يواجه تحديات غير متوقعة أثناء محاولته التأقلم مع البيئة الجديدة والمجتمع البدوي. يقع علام في حب فتاة بدوية ( أسماء جلال)، لكنه يصطدم بالعديد من العقبات والمواقف الكوميدية أثناء سعيه للزواج منها، مما يخلق مزيجًا من الضحك والمواقف الإنسانية. الفيلم يجمع بين الكوميديا والأكشن، مع لمسة درامية اجتماعية تعكس صراع التكيف مع ثقافة مختلفة.

## إنتاج الفيلم
شارك مع محمد إمام عدد من الممثلين منهم: بيومي فؤاد، ومصطفى غريب، وويزو، وباسم سمرة، وأسماء جلال.

## الممثلون
- محمد إمام في دور علام النخعاوي
- أسماء جلال في دور كمامة
- مصطفى غريب في دور أبو السعود
- دينا محسن في دور أرواح
- بيومي فؤاد في دور أبو عقيلة
- باسم سمرة في دور أبو مغزوم / عمرو
- حجاج عبد العظيم في دور محمود النخعاوي

## روابط خارجية
- مقالات تستعمل روابط فنية بلا صلة مع ويكي بيانات